# Sixmilecross
Sixmilecross är en ort i Storbritannien.   Den ligger i distriktet Fermanagh and Omagh och riksdelen Nordirland, i den västra delen av landet, 600 km nordväst om huvudstaden London. Sixmilecross ligger 117 meter över havet och antalet invånare är 282.
Terrängen runt Sixmilecross är platt. Runt Sixmilecross är det ganska glesbefolkat, med 27 invånare per kvadratkilometer. Närmaste större samhälle är Omagh, 12,6 km väster om Sixmilecross. Trakten runt Sixmilecross består i huvudsak av gräsmarker.